# Карен (штат)
Каре́н (бирм. ကရင် — Карин) — национальный округ в Мьянме. Административный центр — город Пхаан. Население — 1 733 281 человек. Плотность населения — 57,05 чел./км². Фактически территория разделена на область контроля правительственных войск (военной хунты) и каренских военных сил, которые называют свою территорию Котхолей.

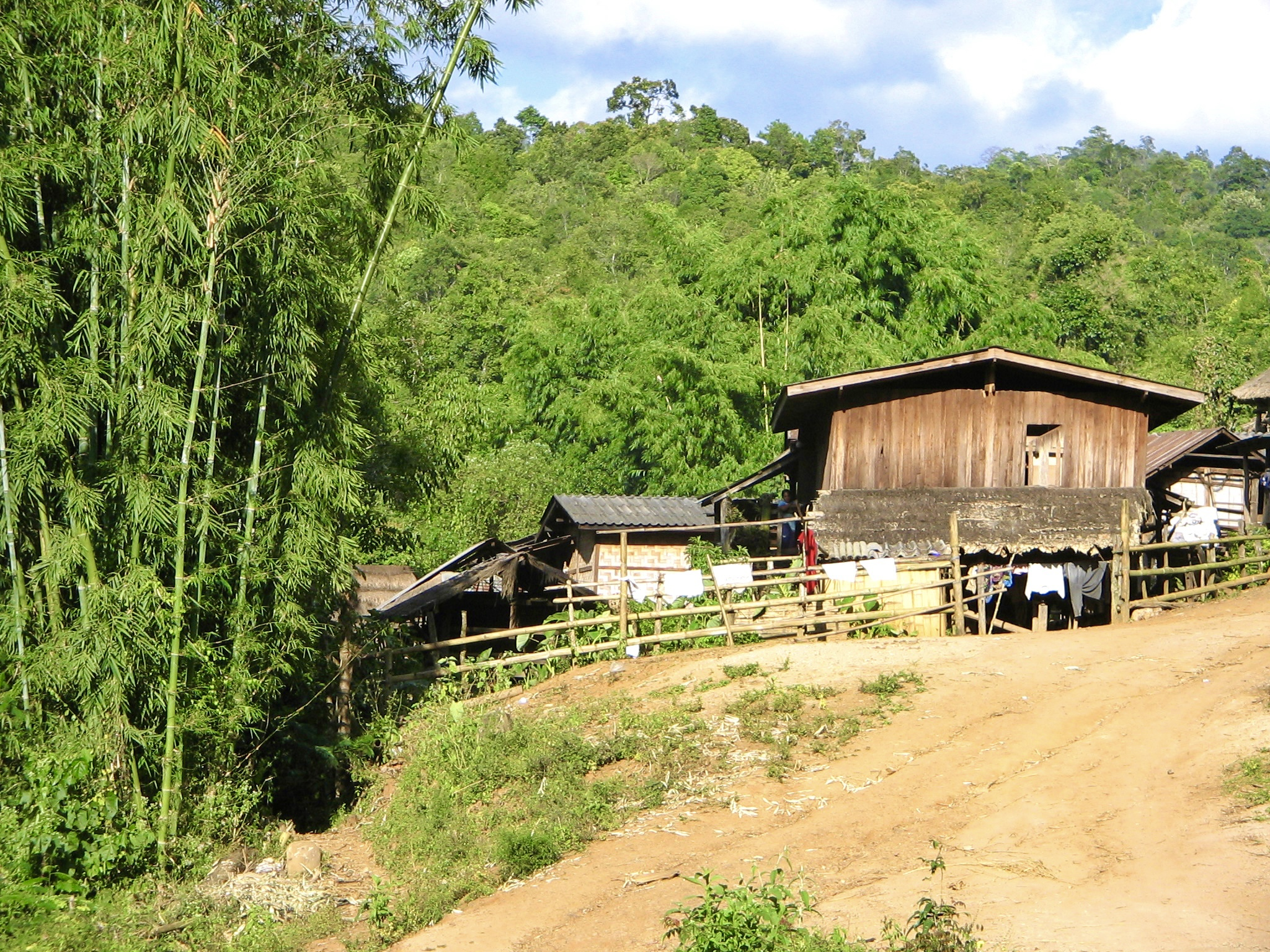
Деревня каренов

Наибольшим влиянием на территории штата пользуется сепаратистская партия Каренский Национальный Союз (KNU) и её вооружённое крыло Каренская национально-освободительная армия (KNLA), которые противостоят правительству Бирмы. Кроме того, борьбу против центральных властей страны ведут также Каренский национальный народно-освободительный фронт (КННОФ) и Демократическая каренская буддийская армия. Нередки столкновения между повстанческими организациями.
В штате Карен распространены буддизм, христианство (баптизм) и анимизм.

## История
Руководство Карена начало бороться за независимость практически сразу же после провозглашения Бирманского Союза.
Лидер Каренского Национального Союза (KNU) Бо Мя занимал непримиримую позицию. При этом оппозиционеры запрещали на своей территории производство наркотиков и торговлю ими. В 1997 правительственные войска заняли столицу оппозиции Манепло, после чего удалось достичь перемирия. Генерал Бо Мя ушёл в отставку, передав управление своему сыну Нердаху Мя. Насколько устойчиво перемирие, можно судить по недавним событиям 2005, когда делегация каренов вместе с генералом Бо Мя отправилась в Рангун на переговоры и была очень тепло встречена. Правительство Бирмы устроило также праздник по случаю юбилея Бо Мя.
Сам генерал комментировал ситуацию так: сейчас ни правительство, ни оппозиция не могут победить друг друга, и обе стороны удовлетворены миром. Падение Манепло в 1995 г. было обусловлено сепаратным мирным соглашением союзных армий соседних штатов, которые ради мира не стали поддерживать Карен и разрушили альянс.

## Административное деление
Штат состоит из трёх округов, которые поделены на семь районов, в которые входят 4092 посёлков и деревень.

### Округа
1. Пхаан
2. Мьявади
3. Кокаей

### Районы
1. Хлайнбуэ
2. Пхаан
3. Пхабун
4. Кокаей
5. Киаин Сеикгии (Kyain Seikgyi)
6. Мьявади
7. Тхандавнг (Thandavng)

### Деревни
1. Тагундайн